# Alegeri legislative în Italia, 1976
Alegerile legisltaive din 1976 în Italia au avut loc pe data de 20 iunie 1976.

## Rezultate

### Camera Deputaților
| Democrația creștină                 | 38.71% |
| Partidul Comunist Italian           | 34.37% |
| Partidul Socialist Italian          | 9.65%  |
| Mișcarea Socialistă Italiană        | 6.11%  |
| Partidul Republican Italian         | 3.09%  |
| Partidul Democrat Socialist Italian | 3.37%  |
| Democrația Proletară                | 1.51%  |
| Partidul Liberal Italian            | 1.30%  |
| Partidul Radical                    | 1.07%  |
| Partidul Popular Sud al Oamenilor   | 0.50%  |
| Altele                              | 0.30%  |

### Senat
| Democrație creștină                 | 39.27% |
| Partidul Comunist Italian           | 34.17% |
| Partidul Socialist Italian          | 10.31% |
| Mișcarea Socială Italiană           | 5.27%  |
| Partidul Democrat Socialist Italian | 3.10%  |
| Partidul Republican Italian         | 2.72%  |
| Partidul Liberal Italian            | 1.40%  |
| Partidul Radical                    | 0.85%  |
| Partidul Popular al Oamenilor       | 0.51%  |
| Altele                              | 1.95%  |

Președintele Partidului Creștin Democrat este Benigno Zaccagnini. Numărul populației care a votat acest partid este de 14.209.519, adică 38,7%.
Enrico Berlinguer este președintele Partidului Comunist Italian. Numărul populației care a votat acest partid este mai mic față de cel care a ales Partidul Creștin Democrat, adică 12.616.650, reprezentând 34,4%.